# Araneus indistinctus
Araneus indistinctus este o specie de păianjeni din genul Araneus, familia Araneidae. A fost descrisă pentru prima dată de Doleschall, 1859. Conform Catalogue of Life specia Araneus indistinctus nu are subspecii cunoscute.